# سيسيليا مافيي
سيسيليا مافيي (بالإيطالية: Cecilia Maffei)‏ هي متزلجة على مسار قصير إيطالية، ولدت في 19 نوفمبر 1984 في Tione di Trento ‏ في إيطاليا.

## وصلات خارجية
- سيسيليا مافيي على موقع SpeedSkatingBase.eu (الإنجليزية)
- سيسيليا مافيي على موقع SpeedSkatingNews.info (الإنجليزية)
- سيسيليا مافيي على موقع ShortTrackOnLine.info (الإنجليزية)
- سيسيليا مافيي على موقع اللجنة الأولمبية الدولية (الإنجليزية)
- سيسيليا مافيي على موقع أوليمبيديا (الإنجليزية)
- سيسيليا مافيي على موقع اللجنة الأولمبية الإيطالية (الإيطالية)